# ایرل پیج
ایرل پیج (۸ اوت ۱۸۸۰ – ۲۰ دسامبر ۱۹۶۱) سیاستمدار استرالیایی و یازدهمین نخست‌وزیر استرالیا از ۷ آوریل سال ۱۹۳۹ تا ۲۷ آوریل همان سال بود.